# Hydromanicus asor
Hydromanicus asor is een schietmot uit de familie Hydropsychidae. De soort komt voor in het Oriëntaals gebied.